# David McDowell
David McDowell (Saint Paul, 20 gennaio 1918 – Monteagle, 8 aprile 1985) è stato un editore statunitense.

## Biografia
David McDowell nacque in Minnesota, uno stato settentrionale degli USA. All'età di tredici anni fu iscritto St. Andrew's School di Sewanee (Tennessee), un collegio per ragazzi retto dalla congregazione anglo-cattolica Order of the Holy Cross. Qui fu allievo del reverendo James H. Flye, un insegnante della St. Andrew's che alcuni anni prima era diventato mentore e figura paterna dello scrittore James Agee. Padre Flye presentò McDowell ad Agee nel 1934 quando McDowell frequentava l'ultimo anno scolastico e Agee era ospite a Sewanee del suo ex insegnante. I due simpatizzarono; come racconterà più tardi McDowell, James Agee aiutò il giovane amico perfino a preparare il discorso conclusivo del valedictorian. L'incontro con Agee fu il primo dei tanti legami di McDowell con gli scrittori dei Sud degli Stati Uniti. Nel 1936, McDowell si iscrisse all'Università Vanderbilt; l'anno successivo si trasferì al Kenyon College di Gambier (Ohio), al seguito del poeta e critico letterario John Crowe Ransom. Conseguì la laurea con lode nel 1940, fu assunto dal Kenyon come insegnante di inglese; fu segretario della rivista letteraria The Kenyon Review fino al 1942 allorché, dopo l'entrata in guerra degli USA, si arruolò nell'esercito e prestò servizio come ufficiale (First lieutenant) in Italia. 
Terminata la guerra, McDowell lavorò nell'editoria dapprima come direttore delle vendite e della pubblicità della casa editrice New Directions; nel 1949 passò come curatore editoriale alla Random House, dove portò dalla New Directions autori come William Carlos Williams e Bennett Cerf e curò, fra l'altro, le opere di Paul Bowles e Whittaker Chambers. Nel 1956 entrò in contatto con Ivan Obolensky, autore del romanzo Rogues' March di cui McDowell fu l'editor. Ivan Obolensky era figlio del principe russo Serge Obolensky e dell'ereditiera americana Ava Astor; la madre di Ivan Obolensky era deceduta nell'estate del 1956 e il figlio aveva ereditato un notevole patrimonio. Il 1º febbraio 1957 McDowell e Obolensky lasciarono la Random House e fondarono una propria casa editrice, la «McDowell, Obolensky Inc.» con lo scopo di pubblicare opere di qualità; della nuova società editrice, Obolensky fu amministratore delegato e tesoriere, mentre McDowell ne fu presidente e redattore capo. I primi romanzi pubblicati furono The Velvet Horn di Andrew Lytle e Una morte in famiglia di James Agee; entrambi questi romanzi divennero bestseller, furono finalisti al National Book Award per la narrativa nel 1958 e il romanzo di Agee vinse il Premio Pulitzer per la narrativa. Una morte in famiglia era incompiuto al momento della morte di James Agee; il romanzo pubblicato postumo nel 1957 era stato assemblato proprio da McDowell il quale era anche amministratore del trust testamentario di Agee. L'intervento di McDowell sul romanzo è stato giudicato da alcuni critici come eccessivo e arbitrario, ma nella versione di McDowell Una morte in famiglia è elencato ancora fra i migliori romanzi in lingua inglese. 
Per motivi non chiariti, McDowell si dimise dalla «McDowell, Obolensky Inc.» il 1º giugno 1960. I mesi successivi furono difficili per McDowell; paradossalmente, la sua notevole esperienza editoriale rendeva difficile la sua assunzione presso le maggiori case editrici. Più tardi collaborò con quotidiani e periodici, ricoprì incarichi presso Bobbs-Merrill Co, Farrar, Straus and Giroux, Pantheon Books e Harcourt Brace, & Co., Crown Publishing Group ma non riuscì più a realizzare il desiderio di possedere una propria casa editrice. Si ritirò infine nella piccola località di Monteagle dove si dedicò a scrivere una biografia di James Agee che rimase tuttavia incompiuta.